# Міські райони Японії
Міські́ райо́ни Япо́нії (яп. 区, ку) — райони, найбільші адміністративні одиниці у межах головних міст Японії.
Наразі існує 163 райони у 17 містах державного значення, населення яких перевищує 500 000 чоловік. Це міста Чіба, Фукуока, Хамамацу, Хірошіма, Кавасакі, Кітакюшю, Кобе, Кіото, Наґоя, Ніїґата, Осака, Сайтама , Сакай , Саппоро, Сендай, Шідзуока, Йокогама. Також лише столична префектура Токіо поділена на  23 адміністративні одиниці муніципалітетного рівня, які називаються "особливі райони" (特別区, токубецу-ку), які адміністративно є практично тим самим, що і міста.
Райони мають власну адміністрацію, яка підлягає міській. До обов'язків районів входять реєстрування косекі, оформлення державного медичного страхування, оподаткування власності. Багато відділень мають афілійовані організації мешканців для виконання низки завдань, хоча вони не мають жодних юридичних повноважень.
Райони поділяються на менші адміністративні одинці — місцевості.